# Notre-Dame-de-Montauban
Notre-Dame-de-Montauban är en kommun i provinsen Québec i Kanada. Den ligger i regionen Mauricie, i den sydöstra delen av landet, 300 km nordost om huvudstaden Ottawa.